# John Darrow
Pour les articles homonymes, voir Darrow.
John Darrow, de son vrai nom Harry Simpson, est un acteur américain né le 17 juillet 1907 à Leonia (New Jersey) et mort le 24 février 1980 à Malibu (Californie).

## Biographie
Comme beaucoup d'acteurs de l'époque, il se lance dans le cinéma après avoir joué au théâtre, mais son succès sera limité à des films de série B. Après avoir arrêté sa carrière d'acteur, il devient un agent artistique à succès.

## Filmographie
- 1924 : The Pilgrims de Edwin L. Hollywood : William Bradford, jeune
- 1927 : High School Hero (en) de David Butler : Bill Merrill
- 1928 : Avalanche d'Otto Brower : Verde
- 1928 : Prep and Pep de David Butler : Flash Wells
- 1928 : The Racket de Lewis Milestone : Ames
- 1929 : Amour de gosses (Blue Skies), d'Alfred L. Werker
- 1929 : Folle jeunesse (Girls Gone Wild) de Lewis Seiler : Speed Wade
- 1929 : The Argyle Case de Howard Bretherton : Bruce Argyle
- 1930 : Go to Blazes de Harry J. Edwards
- 1930 : Cheer Up and Smile de Sidney Lanfield : Tom
- 1930 : Hell's Angels de Howard Hughes : Karl Armstedt
- 1930 : Vacation Loves de Mack Sennett : Jack Davis
- 1931 : Ten Nights in a Bar Room de William A. O'Connor : Frank Slade
- 1931 : Primrose Path de William A. O'Connor : Buck Randall
- 1931 : Everything's Rosie de Clyde Bruckman : Billy Lowe
- 1931 : The Lady Refuses de George Archainbaud : Russell Courtney
- 1931 : The Bargain de Robert Milton : Teddy
- 1931 : Fanny Foley Herself de Melville W. Brown
- 1932 : Mis à l'épreuve (Probation), de Richard Thorpe : Nick
- 1932 : Midnight Lady de Richard Thorpe : Bert
- 1932 : Alias Mary Smith de E. Mason Hopper : Robert Hayes
- 1932 : The All-American de Russell Mack : Bob King
- 1932 : Forbidden Company de Richard Thorpe : Jerry Grant
- 1933 : The Big Chance de Al Herman : "Knockout Frankie" Morgan
- 1933 : Midshipman Jack de W. Christy Cabanne : Clark Simpson
- 1933 : Strange People de Richard Thorpe : Jimmy Allen
- 1933 : The Big Race de Fred C. Newmeyer : Bob Hamilton
- 1934 : Mademoiselle Général (Flirtation Walk) de Frank Borzage : Chase
- 1934 : I Give My Love de Karl Freund : Alex Blair
- 1934 : The Curtain Falls de Charles Lamont : Allan Scorsby
- 1934 : Monte Carlo Nights (en) de William Nigh : Larry Sturgis
- 1935 : Square Shooter de David Selman : Johnny Lloyd
- 1935 : Eight Bells de Roy William Neill : Carl
- 1935 : Symphony of Living de Frank R. Strayer : Richard Greig
- 1935 : Soir de gloire (Annapolis Farewell) d'Alexander Hall
- 1935 : A Notorious Gentleman de Edward Laemmle : Terry Bradford
- 1936 : Crime over London de Alfred Zeisler : Jim